# Збіґнєв Лібера
Збіґнєв Станіслав Лібера (пол. Zbigniew Stanisław Libera, 7 липня 1959, Паб'яниці) — польський митець, автор інсталяцій та відео-інсталяцій, фотограф і перформер, творець мистецьких об'єктів.

## Життєпис
З 1979 року навчався на Педагогічному факультеті Університету Миколая Коперника в Торуні. Навчання покинув після року, після чого співпрацював із лодзьким мистецьким товариством «Strych». На початку 1980-х років включився в роботу «Солідарності», для якої друкував листівки, а в 1981 році, після запровадження воєнного стану, також листівки і плакати проти пацифікації бунту в шахті «Wujek» в Катовицях.
Його перша виставка відбулася навесні 1982 року в «Strych»-у. У серпні митець був арештований Службою Безпеки зі звинуваченням у друкуванні підпільної преси. Був засуджений військовим судом у Лодзі; відбув 1,5 роки у тюрмах Лодзі і Грубешева. Цей час засадничим чином позначився на формуванні мистецької особистості Лібери. З амністією митець розпочав співпрацю з лодзьким артистичним середовищем «Kultura Zrzuty», був співредактором часопису цього середовища «Tango». Серйозний вплив на розвиток мистецької мови Збіґнєва Лібери мали Зофія Кулік (для неї в 1980-х роках працював моделлю), Ян Свідзінський, Анастазій та Анджей Партум. З 2006 року Лібера провадить номадичний стиль життя. Від 2009 року працює професором Академії образотворчих мистецтв у Празі. Співпрацює із Галереєю «Raster».

## Творчість
Збіґнєв Лібера є визнаним лідером і піонером критичного мистецтва, так званого мистецтва тіла та естетики queer, котру запровадив під кінець 1980-х років у власних фотографічних автопортретах. В своїх працях аналізує і критикує загальноприйняті конвенції, масову культуру, традиційні моделі виховання. Досліджує стосунок методики виховання дітей та існуючим сприйняттям тілесності, створюючи, поміж іншим, макабричні «іграшки». Порушує питання маніпуляції образами в ЗМІ. Головною метою його творчості залишається передусім власний досвід — суперечки із дійсністю.
Однією з найбільш відомих його робіт є проект Леґо. Концентраційний табір, створений в 1996 році.
Інші проєкти митця:
Що робить зв'язкова? 2005 — книга, співавтором якої є Дарек Фокс, стосується подій Варшавського повстання, але її метою не є історична оповідь. Митців цікавить, яким чином історичні події функціонують в колективній пам'яті, як відтворюються сучасними ЗМІ, якими видами охудожнення опрацьовуються і які стереотипи включають. До книги було додано фотокопії, у яких зірки кіно на зламі 1950—1960 років постають зображеними на фоні воєнної розрухи. Це чергова спроба показати травматичні почуття у штучному, позитивному сценарії.
Позитиви, 2002–2003 — цикл фотографій, що травестує образи із газетних репортажів, що показує трагічні події: війну, концтабір, трупи солдат. Проект Лібери має характер психотерапевтичного експерименті, митець шукає методів, як впоратися із травматичним досвідом.
Майстри, 2003 — цикл котрий виник з протесту митця щодо відмови показати однієї з його робіт Леґо. Концентраційний табір, на Венеційському Бієнале в 1997 році. Куратор польської виставки Ян Станіслав Войцеховський вирішив, що ця робота призведе до міжнародного скандалу та негативним чином позначиться на польсько-єврейських стосунках. Після цього Лібера вирішив не показувати жодних своїх робіт на Бієнале. У «Майстрах» дії митця полягали на публікації у пресі фальшивих широких матеріалів, що презентували творчість обраних Ліберою осіб, котрі до цього часу були критиковані (замовчувані) офіційною історією польського мистецтва. У обраному гроні осіб опинилися Анджей Партум, Ян Свідзінський, Лешек Пшиємський, Анастазій Вишневський, Зофія Кулік.
Теофилів 90, 1990
Прилади до корекції, 1989 — серія предметів витворів мистецтва, котрі зводять кпини на «західні» товари, спрямовані на надмірну естетизацію тіла, і які з'явилися на польському ринку після падіння комунізму. Так виникли «Можеш поголити дідуся» (Możesz ogolić dzidziusia) як форма супер-іграшки-ляльки, якій можна поголити зарослі ноги та «Universal Penis Expander», прилад у формі спортивного знаряддя для подовження пеніса. Прилади до корекції принесли Лібері визнання та спричинилися до запрошення митця на Венеційське Бієнале в 1997 році, але через скандал з керівництвом польської виставки в ньому участі не взяв.
Kultura zrzuty w Teofilowie, 1987
Як дресирувати дівчаток, 1987 — фільм що показує 4-річну дівчинку, котру вчить старша жінка, як малюватися, як подобатися протилежній статі. Фільм піднімає тему автоформування, приймання нав'язаних суспільством ролей. Фільм став популярним в другій половині 1990-х років після виступів американських феміністок.
Інтимні обряди, 1984 — фільм, в якому Лібера виступає в ролі опікуна власної бабусі, Реґіни Ґ., котра будучи вже хворою особою, не мала контактів із оточуючою дійсністю. Митець піднімає проблему опредмечування тіла, переходить кордони інтимності, викликає почуття жалюгідності у глядача, прте це також спроба афірмації дійсності, старості і смерті.

## Нагороди
2006 — Премія TVP Kultura за книжку Що робить зв'язкова? (співавтор Дарек Фокс)

## Твори Лібери в мистецьких збірках світу
CSW Уяздовський палац у Варшаві
Національна галерея мистецтв «Zachęta» в Варшаві
Окружний музей ім. Леона Вичулковського в Бидгощі
Музей мистецтва в Лодзі
Єврейський музей (Jewish Museum) в Нью-Йорку
Дім історії (Haus der Geschichte) в Бонні